# 中国民族史
中国民族史是指在中国历史上出现过的各个民族之歷史，包括汉族、满族、蒙古族、藏族、回族等。这些民族在历史上都有着不同的发展历程和文化特点。

## 上古至秦漢时代

### 漢族的形成
在周朝，所谓的华夏代表的是夏商周三个氏族，包括与他们接近的一些古氏族，其中又以夏（周）为中心。这些人群分据各地，但可称之为“诸夏”。“诸夏”的具体情况，因为上古记录的模糊，我们现在已经难以深究。
就现存资料来看，“诸夏”之外的人群，古时候称为“夷狄”，古籍中有记载的名称繁多，主要有九黎、荆、舒、淮夷、徐戎、嵎（yú/ㄩˊ）夷、莱夷、和夷、岛夷、百越、巴、蜀、庸、卢、微、髳（máo/ㄇㄠˊ）、彭、氐（dī/ㄉㄧ）、羌、濮、西戎、骊戎、南蛮、陆浑之戎、伊洛之戎、犬戎、北戎、山戎、鬼方、獫狁（xiǎn yǔn/ㄒㄧㄢˇㄩㄣˇ）、赤狄、白狄、义渠、林胡、楼烦等。这些夷狄的服饰、语言、生活习惯可能和中原的华夏有所不同。
但是这些所谓“夷狄”，有部分統治階層其實和中原诸夏同宗。比如大戎、骊戎等戎为姬姓，和天子同姓同族；姜戎姜姓，和齐、许、申、吕等同为四岳之后；徐为嬴姓，和江、秦、赵等同族。其被統治階層則不知是夷狄還是夷狄化的諸夏。
在华的戎狄对共同的先祖和共同的天子（夏、商时代为帝，周为王）都有一定的承认。
部分情况下，夷夏的分别是根据血缘之外的文化和行为来做的，如楚人出自颛顼，在商朝末期进入现在的湖北地区（南方），在周前期和周室关系较好，行事也能不逾规矩，因此并不为中原诸夏排斥，到了西周中晚期和春秋早期，因为楚子称王，且对被其征服的国家采取兼并政策（灭国置县），故被中原诸夏目为蛮夷，到了庄王时期，灭国政策被改变，而中原诸夏不仅重新接纳楚国，很多国家甚至承认其为霸主；而秦国的情况也和楚相似，秦在受封之后虽然地处西部，文化落后，但并没有被中原诸夏看作夷狄，而实际上在变法之后，秦国对其他诸侯的兼并侵略政策才使自己被看作是无义、不守禮法的“夷狄”。
因此，先秦的华夏與蠻夷戎狄，在部分情况下并非两种或者数种民族，而是同一族群内在政治、文化上的差异导致的“不认同”。
在春秋战国时期，除了群貊（mò）之外，都和中原的华夏发生了广泛的接触和交流。春秋时北方的晋国与战国时北方的燕赵两国，都征服和兼并了许多夷狄部族，并与之相互通婚。东方的齐鲁两国则完全征服了东夷。西方的秦国，从受封之前就世代致力与和戎狄的斗争，到秦始皇时代已经完全征服了西戎与巴蜀一带的氐羌。楚国则在一直在长江流域进行扩张，不但兼并许多华夏诸侯、更将群蛮与百越的地方都收入版图。吴国是一个夏人（周人，太伯仲雍）统治本地土著的诸侯国。而越国则属于南方百越部族。这两个国家先后加入了诸夏的集团，最后这两个国家的人民与土地都并入了楚国。秦楚两大强国，一个统一了九州的西部，一个统一了南部。
到了战国末期，秦始皇统一了整个中原地区的政治版图，使诸夏归一，建立了廣土眾民（诸夏）的统一王朝。
秦始皇合并了诸多部族而成的王朝中的各个氏族地方和国家一一改封建为郡县。尽可能的消除原来的部族痕迹，加强中央集权的控制。同时进一步向南北扩张版图，北方将过去群狄活动的大部分地区都收入版图，建立万里长城防御漠北的匈奴。南方将版图开拓至南海，并派遣了数十万的軍人与本朝官吏，携带家属子女去统治和开拓这块新的土地，这是中国历史上较早的有计划大规模移民。从此岭南百越之地就加入了中国，也渗入華夏部族的影響。之后趁着秦汉动乱的时期，岭南诸国又纷纷趁势独立，汉武帝再次征服这些国家，并将东瓯闽越与南粤的一部分人民内迁到江淮一带，同时将岭北的一部分人民迁至岭南，这才逐渐稳定了汉地南部的统治。
这一时期华夏（汉族）形成的後期阶段，华夏人群的内部（当然包括部分所谓的“戎狄蠻夷”）差异逐渐缩小，以至在汉代開始成为政治、经济和心理体统一的民族，建立统一的、有明確邊界的国家。

## 秦汉到魏晋南北朝

### 匈奴的汉化
秦始皇和汉高祖相继统一中国的同时，长城塞外也出现了头曼和冒顿两个单于统一了匈奴诸部。在亚洲大陆的东方形成了汉族与匈奴南北对抗的局面。并且进行了长期的战争，战争的结果是匈奴被汉族征服。汉武帝收降了匈奴约四万多人，都迁至内地河套地区，设置五个属国，这就是大批的匈奴内迁的开始。这些匈奴人与当地汉人杂居并通婚，少数匈奴人做了汉朝的官吏，已经被汉人同化。此后，又有陆续的匈奴内迁，在匈奴的王族中甚至也有了汉人的血统。匈奴的后裔也往往以汉之子甥自居，所以在山西的五部匈奴都取了刘姓，称为刘氏五部。

### 五胡入华
匈奴衰落的时期，东北方兴起两个新的民族乌桓和鲜卑，他们都属于东胡系统。原本居住在满蒙之间的山区，以各自居住的山域得名。东汉初年，这两族都曾与中国发生战争，一部分乌桓降于中国，入迁到上谷渔阳右北平一带，另一部分乌桓就并入了鲜卑，从此鲜卑独自兴盛。之后鲜卑完全占领了匈奴人活动的地区，匈奴散成三部，一部分北匈奴远走西伯利亚、一部分归附了鲜卑、最后一部分就是归附中国的南匈奴。后期鲜卑发生内乱，部族离散，国家瓦解，残部散布于长城沿线北，沿着中国的北方边境，建立了许多的小国，情况十分的复杂。
所谓的“胡人”，是指鲜卑、氐；羌、匈奴、羯人。除了匈奴、鲜卑、羯，在中国西方属于氐羌系统的种族，指氐羌各民族。散布在今天的四川，陕西，甘肃的西部与青海，西藏一带。氐虽然与羌是两个种族，但经常联合行动，所以合称为氐羌，混合在一起难以分辨。这些归附晉朝的边疆民族，在西晋的初期都环居在长城周边地区。西晋时期，胡人入侵中原，占领了汉地北部地區，建立了大大小小几十个国家。
五胡中的鲜卑，是在两晋南北朝后期中汉化最彻底的，但直到中晚唐时期，他们才忘记自己是鲜卑人。而中原的汉人也相应的受到了鲜卑人文化习俗的影响。
胡人入侵中原之初，居住在黄河流域的汉人为了逃避胡人的杀戮，全家整族向南方逃难，造成一次民族的大迁徙，史称“衣冠南渡”。这批人分为三股，一部分到了长江中游的洞庭湖一带，最远达两广地区。一部分到鄱阳湖和芜湖一带。最后一部分定居太湖一带，远者到达江浙福建，这批远达闽粤的汉人，就成为后来的“客家人”。

## 隋唐五代

### 突厥、吐蕃及其支部
十六国和北魏时期，在长城以北地区占据优势地位的是鲜卑的一支——柔然，公元552年，柔然为其附属部落突厥击溃，远走欧洲，据研究，6世纪末期入侵欧洲基督教世界的阿瓦尔人，很可能就是柔然的后裔。突厥崛起之后，统治了以阿尔泰山为中心的中、北亚草原地带，突厥这一族名，于是成为了阿尔泰语系诸民族的统称，如同汉族一样，突厥也包含了许多的种族和附庸的部落，如薛延陀，回纥（hé），仆骨，思结，浑等，统称为突厥诸部。隋朝末年，突厥大致以阿尔泰山为界，分为东西两部。东部汗庭在蒙古高原。西部汗庭位于伊犁河流域一带，势力深入现今的阿富汗和伊朗东部。唐太宗时，唐朝与东突厥发生激烈战争，其将领李靖击溃突厥军队，俘获颉利可汗，灭东突厥。唐太宗将降附的突厥人安置在北方沿长城一带，东起今山西朔县，西到今宁夏灵武，设置了许多都督府与羁靡州以统治之。这些突厥的部落和他们的附庸民族尊唐太宗为天可汗。682年，这批突厥叛变，建立后突厥汗国，744年，被回纥再次灭亡，余部一部并入回纥，一部并入契丹，另一部内迁至唐朝内地。
西突厥在统叶护可汗在位时极盛，横跨葱岭，统治整个亚洲的中部，并与唐朝争夺天山南北西域诸国的控制权。唐朝从唐太宗到武则天时，多次兴兵远征西突厥，659年，唐将苏定方击溃敌军，擒西突厥可汗阿史那贺鲁，西突厥崩溃，一部分西突厥留在西域，成为今天的中亚诸族的先民。一部分迁居西亚，日后几经变迁，成为今天的土耳其人。因此欧洲常将中亚地区称为突厥斯坦，称中国的新疆地区为东突厥斯坦。
唐朝多年与突厥交战，并且收服了许多突厥的部族。这些归附的突厥部族，杂居中国的边境地区，自然而然的与唐朝的边民通婚、同化。许多突厥的降将，如阿史那社尔，阿史那承庆，执失思力，契苾何力等。这些人都做了唐朝的高官，唐朝的宗教和民族政策对异族很少有歧视，所以在唐朝统治的二三百年中，广泛的吸收了许多的外族与外來文化，从而扩大了中华文化的内容。
突厥中一个重要的支部就是回纥，回纥在唐太宗时附庸于唐朝。后来渐渐独立出来，唐玄宗时是回纥的全盛时期，灭掉了东突厥，占领了东突厥的领地，东突厥众部一部分归附唐朝，另一部分就并入了回纥。安史之乱时，回纥成为了汉地以北的一个大国，声势几乎相当于当年的匈奴和突厥。后来回纥在唐末时在天灾和内乱的打击下衰败，吐蕃攻其西，黠（xiá）戛（jiá）斯攻其北，回纥瓦解四分五裂，一部分投降吐蕃，一部分投降黠戛斯，一部分投降了西北方的西突厥的别部葛罗禄，一部分南下迁居现今的新疆地区。后来散布在西北的回纥人都皈依了伊斯兰教，逐渐演变为今日的维吾尔族。
西羌民族在隋唐时建立的国家有吐谷浑与吐蕃。吐谷浑建国早在东晋南北朝时期，国中统治阶层为鲜卑人，并非单纯的羌人国家。所控制的就是今天的青海北部地区，隋唐两朝相继出兵吐谷浑，将吐谷浑征服，吐谷浑成为唐朝的西藩。后来吐蕃强大，入侵吐谷浑，吐谷浑被吐蕃击溃，一部分逃往到凉州，散居于今天宁夏甘肃一带，归化了唐朝。另一部分并入了吐蕃。
吐蕃是羌人建立的一个大国，势力范围就是今天的青藏高原地区，在唐朝开始强盛，与唐朝接触频繁，屡和屡战，唐朝为了怀柔吐蕃，唐太宗时将文成公主嫁于赞普松赞干布，唐中宗时将金城公主嫁于尺带珠丹，与吐蕃和亲，使中国的文化与技术传入了吐蕃。
帮助唐朝剿平庞勋黄巢之乱的沙陀人也是突厥的一个支族。原住在今天新疆巴里坤湖地区，又称沙陀突厥、回纥强盛时期附于回纥，吐蕃强盛时期又附于吐蕃，吐蕃以高压政策管理这部分沙陀，致使后来三万沙陀人且战且走，之后沙陀人在酋长朱邪执宜的率领下仅剩下两千人到达中国境内，向唐朝请求庇护。唐宪宗将他们安置在阴山盐州一带，封朱邪执宜为金吾卫将军。后来朱邪执宜又率众部迁到河东，帮助唐朝讨伐藩镇。执宜死后，传子朱邪赤心，帮助唐朝平了庞勋之乱，被赐名李国昌，李国昌之子李克用又助唐朝剿平了黄巢，被封为河东节度使，居太原，河东地方也成了沙陀人的地盘。李克用之子李存勖（xù）领兵南下，灭掉后梁，这就是五代十国中的后唐。后唐与石敬瑭建立的后晋，刘知远建立的后汉，刘旻（mín）建立的北汉，这些国家都是沙陀人的国家。这部分沙陀人，在中国境内建国以后，不久就消失在无形之中。在宋朝后，一部分沙陀人，融入汉人族群中，另有一部分则被称为回族。辽代游牧于阴山长城的黑车子室韦与元代汪古一带是沙陀后裔，奉晋王李克用为先祖，后逐渐融入蒙古族。

### 南疆蛮夷
散布在东南长江上游地方的蛮夷，自古以来种族繁杂。有金沙江流域的乌蛮和白蛮，也就是后来的摆夷人。他们的部落原属于唐朝的剑南节度使与云南太守管辖。在唐玄宗天宝年间突然叛变，后来建立了一个南诏国。南诏攻陷了安南都护府，占据了今云南全境，与贵州广西和越南的一部分达一百多年。这段时期的南诏之乱引起了庞勋之变，再引起了流寇之乱，造成继两晋之后又一次民眾的大播迁。
原来在唐懿宗咸通初年，在徐泗淮水流域招募了一批戌卒，前往桂州（广西桂林）讨伐南昭。这批戌卒在桂州哗变，劫夺粮库，拥粮料判官庞勋为主，降徐泗回窜。从桂林到湖南到江淮，一直流窜到徐州，攻陷了彭城，江淮一带大乱，史称庞勋之变。后来朝廷将之伐平。不久濮州人王仙芝与曹州人黄巢纠合庞勋的余部，起兵造反。他们由河南进攻淮南，由淮南进入浙江，由浙江转入江西，由江西又攻入福建，再由福建辗转南下，一路攻占了广州，之后退回福建，出湖北，经安徽，过淮河，西北攻洛阳和长安，战火燃遍全国。这次战争引起全国人民的大骚动，往往是甲地的居民逃到乙地，乙地的居民又逃往丙地。这场混乱的局面一直延续到五代十国。五代十国实际上就是唐末藩镇之乱的延长，是军阀之间的割据。在这各霸一方的局面中，一批流民随着王建而迁居于四川，一批流民随马殷迁居到湖南，一批流民迁居于两广从而建立了刘隐的政权，一批流民迁居于福建，建立了王审知的政权。现在许多福建人，祖先就是随王审知入闽。

### 契丹的崛起
东北方继鲜卑人后兴起并侵入中国边境的东胡人，又奚与契丹。奚人住在今河北省北部，唐太宗时一度内附，唐朝设饶乐都督府，并赐其酋长李姓。奚人人口不多，而契丹则是一个大族，在南北朝的末年，契丹的活动范围很广，北接室韦（东胡系统又一民族），东邻高丽，西南至营州，约今天的辽宁到冀北一带，与奚接壤。唐初有一部分契丹归附了中国，唐太宗于其地置归诚州，并设置了松漠都督府，酋长为刺史都督，也赐了李姓。这部分归附了的契丹人，后来叛服无常，奚人此时也被其吞并，唐朝屡次讨伐。唐玄宗时安禄山因讨伐契丹立功，官至范阳平卢河东节度使。
当时中国东北一带民族的情况很复杂。除了奚人契丹人，还有突厥的残部，以及许多匈奴、鲜卑、突厥血统混合的杂种胡人，如安禄山，史思明都是营州杂胡。安史之乱史，安史率领的部众里，就有许多的杂胡和奚、契丹人。从安史之乱到藩镇之乱，东北（今河北、山东地区）饱受杂胡的蹂躏，结果却是加深了民族间的融合。

## 宋辽金元明清
契丹、党項、女真（滿族前身）